# Eugene Schuyler
Eugene Schuyler (Ithaca, 26 de fevereiro de 1840 - Veneza, 16 de julho de 1890) foi um estudioso, escritor, explorador e diplomata norte-americano do século XIX.

## Biografia
Schuyler foi um dos três primeiros americanos a efetuar um doutoramento por uma universidade norte-americana e o primeiro tradutor americano de Ivan Turgenev e Lev Tolstoi. Foi o primeiro diplomata americano a visitar a Ásia Central Russa, e como cônsul-geral americano em Constantinopla desempenhou um papel fundamental na divulgação das atrocidades turcas na Bulgária em 1876 durante a Revolta de Abril. Foi o primeiro ministro (equivalente a embaixador) norte-americano na Roménia e na Sérvia, e ministro dos Estados Unidos na Grécia.
Aos quinze anos, Schuyler ingressou na Universidade de Yale, onde estudou idiomas, literatura e filosofia. Formou-se cum laude em 1859 e foi membro da Skull and Bones. Foi um dos primeiros alunos de pós-graduação da Universidade de Yale, em 1860.
Foi nomeado cônsul em Moscovo em 1867 e secretário da Legação Americana em São Petersburgo.
Viajou pelo Turquestão e Bukhara, na Sibéria. Visitando o Turquestão de 1872 a 1873, Schuyler observou a tradição da batcha bezi de que "aqui meninos e adolescentes especialmente treinados tomam o lugar das dançarinas em outros países. Os costumes da sociedade da Ásia Central são apenas ligeiramente afetados pela modernidade". Segundo ele, essas danças "estavam longe de serem indecentes, mas muitas vezes eram muito lascivas". Naquela época, já havia sinais de desaprovação oficial dessa prática. Schuyler observa que a proibição durou apenas um ano. Ele descreveu ainda as marcas de respeito e afeto que os dançarinos receberam. Também relata que um rico patrono poderia ajudar o seu dançarino favorito a conseguir um emprego, depois de ficar velho demais para praticar a sua profissão de bača.
Depois, cônsul geral em Constantinopla, Schuyler foi para a Bulgária com o príncipe Alexei Tseretlev da Rússia, e o jornalista Januarius Aloysius MacGahan. Aí testemunhou as atrocidades que ocorreram num relatório intitulado "As Atrocidades Turcas na Bulgária". Provou que pelo menos 65 aldeias foram queimadas, que houve tortura, os torturadores recompensados e que os relatórios oficiais de Edib-Effendi eram totalmente falsos. Também atesta que, na Bósnia, os dervixes pregaram a guerra religiosa contra os não-muçulmanos e estimulavam o massacre de cristãos.
Em 1877 -seenvolveu em pesquisa arqueológica entre as ruínas de Eski-Zaghra.
É homenageado na designação do monte Schuyler na Terra de Graham na Antártida.